# ASTRO-A
ASTRO-A ou Hinotori est un satellite japonais d'observation dans le domaine des rayons X dont l'objectif principal était d'étudier les éruptions solaires pendant un maximum solaire. Il a été lancé de Kagoshima le 21 février 1981 par une fusée Mu-3S1.
Il permettait de réaliser des images dans la gamme 10-40 keV et une spectroscopie X pour rechercher les raies du fer dans la zone des 1,7 à 2,0 Å.
En japonais, « hinotori » désigne le fenghuang ou phénix chinois.